# Bellano
Bellano é uma comuna italiana da região da Lombardia, província de Lecco, com cerca de 3.332 habitantes. Estende-se por uma área de 11 km² a beira do Lago de Como, tendo uma densidade populacional de 303 hab/km². Faz fronteira com Dervio, Parlasco, Perledo, Sant'Abbondio (CO), Santa Maria Rezzonico (CO), Vendrogno.

## Demografia
| Variação demográfica do município entre 1861 e 2011                               |
|                                                                                   |
| Fonte: Istituto Nazionale di Statistica (ISTAT) - Elaboração gráfica da Wikipedia |

## Turismo
Uma das poucas cidades ao redor do Lago de Como com pouco turismo, que conseguiu preservar seu caráter original. A zona de pedestre no centro antigo é bastante estreita com no máximo 2 a 3 metros de largura. Encontra-se também no centro antigo a igreja românica Santi Nazaro e Celso, dedicada aos padroeiros da cidade, Santos Nazário e Celso.
Acima do centro de Bellano o rio Pioverna forma a imposante queda d´água L´Orrido. No seu percurso até o lago as águas do rio formaram um pequeno desfiladeiro natural, modelando grandes crateras e cavernas durante os séculos. Existe um passeio entre as paredes do desfiladeiro, algumas com mais de 20 metros de altura.

## Literatura
- Fohrer, Eberhard. Oberitalienische Seen. Erlangen: Michael-Müller-Verlag, 2ª edição, 2005, ISBN 3-89953-230-9
- Guia „Varenna Tourist Card“ da Associazione Operatori Turistici di Varenna, Regione Lombardia, 2007, Ass. Operatori Turistici Varenna